# Șahip Bolat Abdurrahim
Şahip Bolat Abdurrahim (de cele mai multe ori transcris în limba română sub forma: Șaip Bolat Abduraim; n. 29 noiembrie 1893, Comana, România – d. 31 octombrie 1978, Constanța, România) a fost un lider spiritual al tătarilor crimeeni, imam, Muftiul comunității musulmane din Constanța. 

## Biografie
Şahip s-a născut pe 29 noiembrie 1893 în satul Azaplar, azi Tătaru, de lângă Mangalia. A fost imam și în perioada 1933-1937 a ocupat funcția de Muftiul județului Constanța fiind precedat de Resul Nuriy și urmat de Sadîk Bolat Septar. A fost căsătorit cu Fewziye Bolat Abdurrahim.
Şahip a murit pe 31 octombrie 1978 în Constanța. Se odihnește alături de soția sa în Cimitirul Central Musulman din Constanța, la: 44.173102, 28.622218.